# Ладушкін
Ла́душкін (рос. Ладушкин) або Людвинів/Людвіґсорт (нім. Ludwigsort; лит. Liudvigsortas; пол. Ludwinów) — місто в Калінінградській області Росії.
Населення міста становить 3,8 тис. осіб.
За часів прусської влади місто називалось Людвіґсорт.
У місті розвинена харчова промисловість. Залізнична станція Ладушкін.